# كمية (لباس)
المُوْفَة أو الكُمِّيَّة (بالإنجليزية: Muff)‏ هي زينة ملحقة عصرية عادة ما تكون مصنوعة من أسطوانة من الفرو أو القماش بفتحة في كل طرف للحفاظ على دفء اليدين، تستخدم في الأماكن الخارجية. تم تقديمها إلى أزياء النساء في القرن السادس عشر وكانت شائعة لدى الرجال والنساء في القرنين السابع عشر والثامن عشر. بحلول أوائل القرن العشرين، استخدمت الموفة في إنجلترا من قبل النساء فقط. يُذكر أيضاً أن موضتها قد توقفت إلى حد كبير في القرن التاسع عشر.

## معرض صور

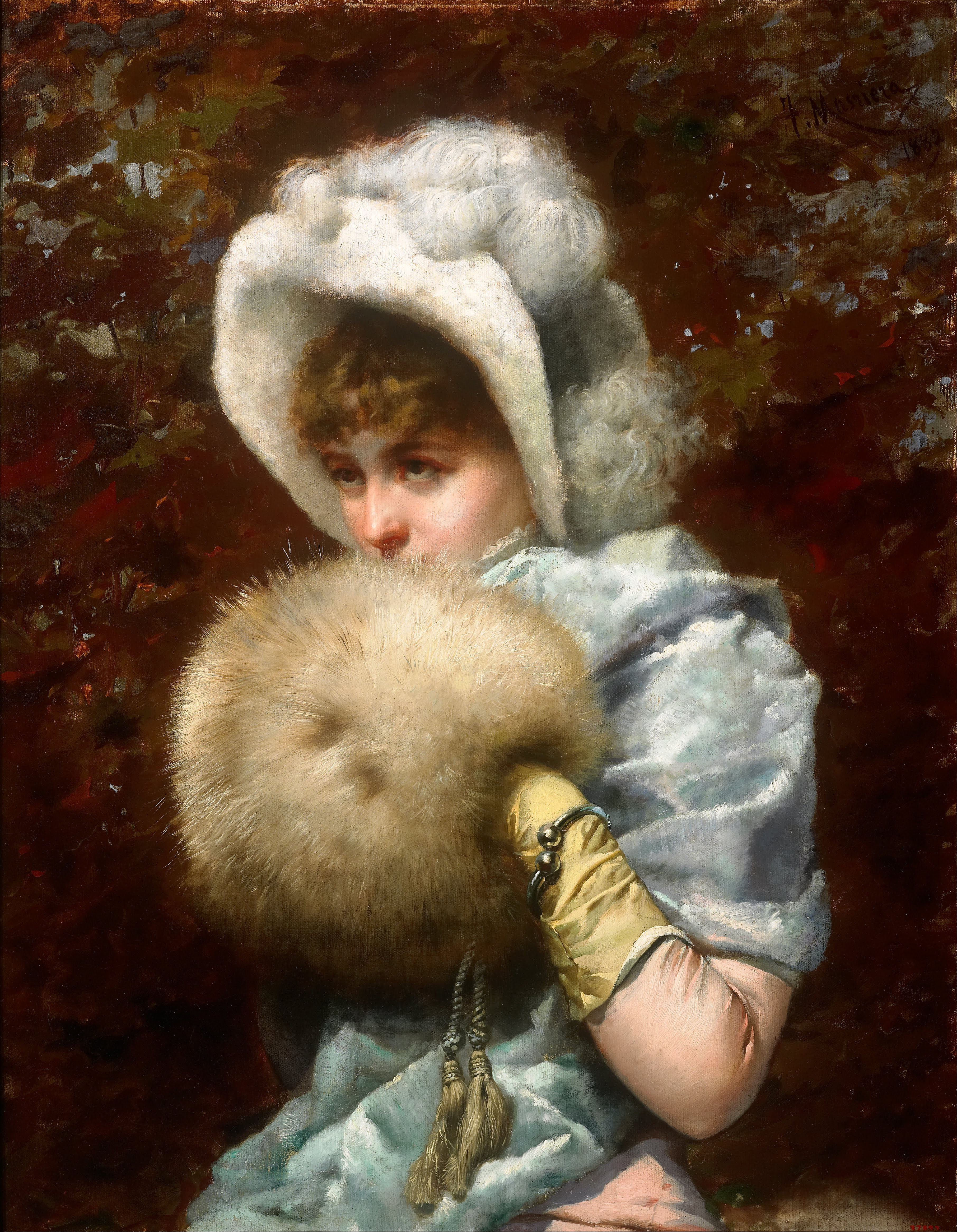
لوحة الشتاء 1882.
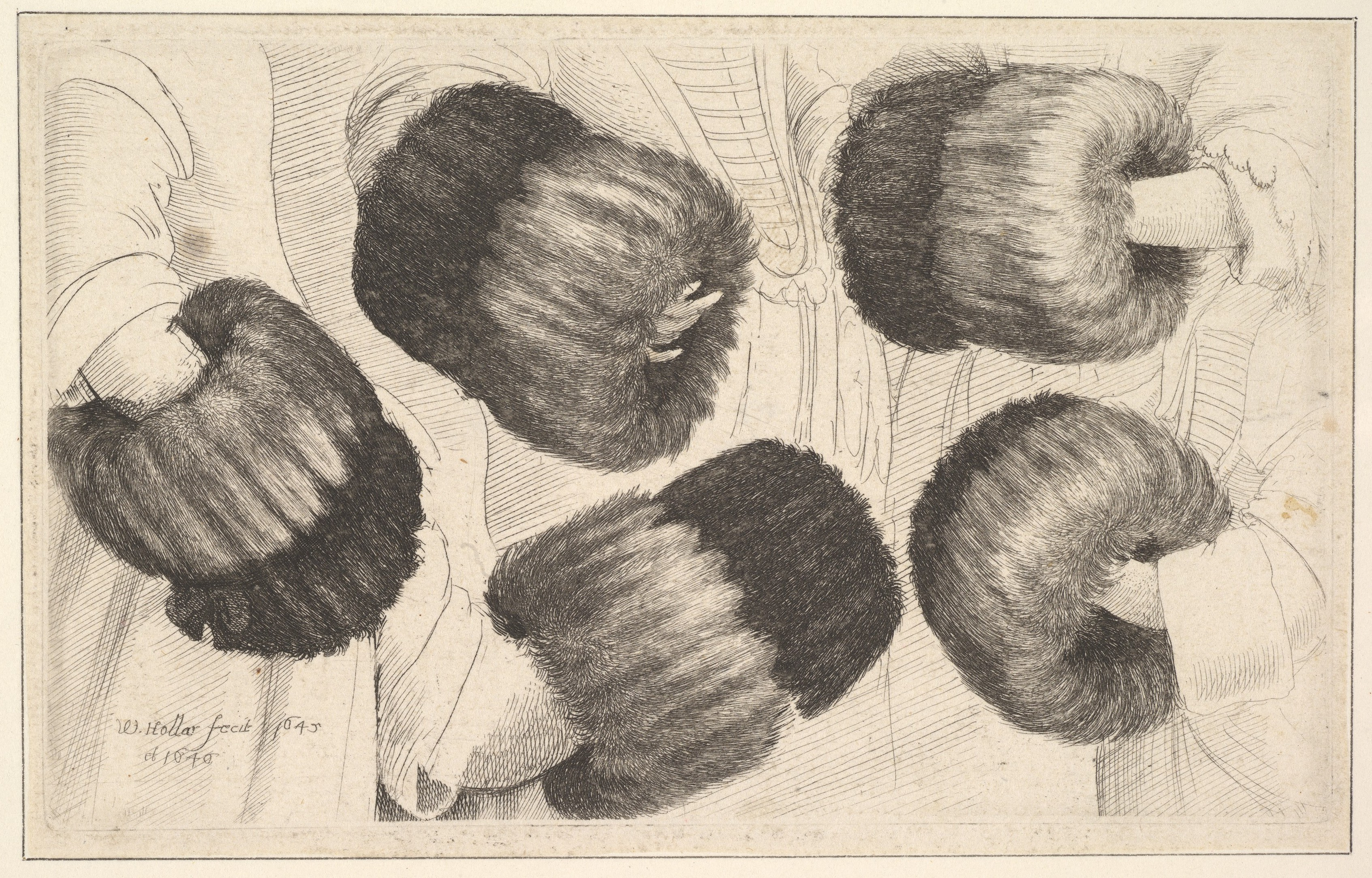
موفة بخمسة مناظر.